# Accord de neuvième de dominante
En harmonie tonale, un accord de neuvième de dominante avec fondamentale est un accord de cinq notes placé exclusivement sur le Ve degré des deux modes. Il est composé d'un accord de septième de dominante plus une neuvième — redoublement de la seconde de la fondamentale.
Cette neuvième correspondant à un degré modal — le VIe degré —, sera naturellement majeure dans le mode majeur, et mineure dans le mode mineur. Il existe donc deux espèces d'accords de neuvième de dominante : l'accord de neuvième majeure — 1re espèce — et l'accord de neuvième mineure — 2e espèce.
Cet accord contient trois notes attractives : sa tierce (la sensible) qui doit monter à la tonique, sa septième qui doit descendre au IIIe degré, et enfin, sa neuvième qui doit descendre à la dominante. 

## Généralités
La neuvième de dominante avec fondamentale est surtout utilisée à l'état fondamental.

### Chiffrage
Le chiffrage des divers états de l'accord de neuvième de dominante ne comporte pas d'altération sauf en ce qui concerne le chiffre représentant la neuvième de la fondamentale. L'éventuelle altération de ce chiffre permet en effet de mieux distinguer la première espèce de la deuxième, en particulier dans l'état fondamental et dans le troisième renversement.
- À l'état fondamental, le chiffre « 9 » — représentant bien évidemment la neuvième de la fondamentale — pourra être éventuellement précédé d'une altération, celle-ci permettant de distinguer la neuvième majeure de dominante de la neuvième mineure de dominante.

- De la même façon, dans le 3e renversement, le chiffre « 3 » — puisque la neuvième est alors située une tierce au-dessus de la basse — pourra lui aussi être éventuellement précédé d'une altération.

- De manière différente, dans le 1er renversement, le chiffre « 7 » — puisque la neuvième est alors située une septième au-dessus de la basse — sera noté « 7 non barré » — pour « septième mineure de la basse » — en cas de neuvième majeure, et, « 7 barré » — pour « septième diminuée de la basse » — en cas de neuvième mineure.

- De la même façon, dans le 2e renversement, le chiffre « 5 » — puisque la neuvième est alors située une quinte au-dessus de la basse — sera noté « 5 non barré » — pour « quinte juste de la basse » — en cas de neuvième majeure, et, « 5 barré » — pour « quinte diminuée de la basse » — en cas de neuvième mineure.

En résumé, si une altération accidentelle se produit ailleurs que sur la neuvième, cette altération doit être déduite du chiffrage.

### Réalisation
La neuvième d'un accord de dominante n'a pas besoin d'être strictement préparée : elle peut donc être amenée par mouvement oblique ou contraire.
- De plus, pour ce qui est des accords fondamentaux exclusivement, la neuvième directe est permise si le mouvement est conjoint à l'une des deux parties ; lorsque le mouvement est disjoint, la neuvième directe n'est tolérée que si elle est commune aux deux accords.

Les septièmes et neuvièmes parallèles et par mouvement conjoint — dans le cas de deux accords de neuvième de dominante qui se succèdent — peuvent même être tolérées, mais jamais les secondes.
- La neuvième d'un accord de cinq sons devant se trouver au-dessus de la fondamentale, le quatrième renversement de la neuvième de dominante avec fondamentale est impossible.

## Neuvième majeure de dominante avec fondamentale
Pour que l'accord de neuvième majeure de dominante sonne bien, sa neuvième doit être placée au-dessus de la sensible. On admet toutefois que la neuvième soit placée au-dessous de la sensible si l'une de ces deux notes est amenée par mouvement oblique (exemple C).

### Neuvième majeure de dominante fondamental
L'accord fondamental de neuvième majeure de dominante est constitué d'une basse — la fondamentale, c'est-à-dire la dominante —, d'une tierce majeure — la tierce de la fondamentale, c'est-à-dire la sensible —, d'une quinte juste — la quinte de la fondamentale —, d'une septième mineure — la septième de la fondamentale — et d'une neuvième majeure — la neuvième de la fondamentale.
Exemple : sol, si, ré, fa, la.
- Il se chiffre : « + », « 7 » et « 9 », ou plus simplement : « + » et « 9 » (exemples A, B, C et G).

### Premier renversement de la neuvième majeure de dominante avec fondamentale
Le premier renversement de l'accord de neuvième majeure de dominante avec fondamentale est constitué d'une basse — la sensible —, d'une tierce mineure — la quinte de la fondamentale —, d'une quinte diminuée — la septième de la fondamentale —, d'une sixte mineure — la fondamentale — et d'une septième mineure — la neuvième de la fondamentale.
Exemple : si, ré, fa, sol, la.
- Il se chiffre : « 5 barré », « 6 » et « 7 » (exemples D et H).

### Deuxième renversement de la neuvième majeure de dominante avec fondamentale
Le deuxième renversement de l'accord de neuvième majeure de dominante avec fondamentale est constitué d'une basse — la quinte de la fondamentale —, d'une tierce mineure — la septième de la fondamentale —, d'une quarte juste — la fondamentale —, d'une quinte juste — la neuvième de la fondamentale — et d'une sixte majeure — la sensible.
Exemple : ré, fa, sol, la, si, ou, conformément aux règles de disposition, ré, fa, sol, si, la.
- Il se chiffre : « 4 », « +6 » et « 5 » (exemples E et I).

On note dans ce chiffrage, qu'en vertu de la règle obligeant la neuvième à se trouver au-dessus de la sensible, l'ordre des chiffres représentant les deux notes en question — « +6 » et « 5 » — rappelle la disposition obligatoire.

### Troisième renversement de la neuvième majeure de dominante avec fondamentale
Le troisième renversement de l'accord de neuvième majeure de dominante avec fondamentale est constitué d'une basse — la septième de la fondamentale —, d'une seconde majeure — la fondamentale —, d'une tierce majeure — la neuvième de la fondamentale —, d'une quarte augmentée — la sensible — et d'une sixte majeure — la quinte de la fondamentale.
Exemple : fa, sol, la, si, ré, ou, conformément aux règles de disposition, fa, sol, si, ré, la.
- Il se chiffre : « 2 », « +4 » et « 3 » (exemples F et J).

On note ici encore, que l'ordre des chiffres représentant la sensible et la neuvième — « +4 » et « 3 » — rappelle la disposition obligatoire.

### Enchaînements de la neuvième majeure de dominante avec fondamentale
- Exemples d'enchaînements ordinaires :

- Exemples d'enchaînements exceptionnels :

## Neuvième mineure de dominante avec fondamentale
La neuvième d'un accord de neuvième mineure de dominante peut être placée au-dessus ou au-dessous de la sensible. Toutefois, lorsque la neuvième est placée au-dessous de la sensible, il est préférable d'avoir une note entre la fondamentale et la neuvième. En conséquence, et contrairement à l'accord de neuvième majeure, les chiffres des différents états sont dans l'ordre croissant, et n'indiquent pas de disposition spéciale.

### Neuvième mineure de dominante fondamental
L'accord fondamental de neuvième mineure de dominante est constitué d'une basse — la fondamentale, c'est-à-dire la dominante —, d'une tierce majeure — la tierce de la fondamentale, c'est-à-dire la sensible —, d'une quinte juste — la quinte de la fondamentale —, d'une septième mineure — la septième de la fondamentale — et d'une neuvième mineure — la neuvième de la fondamentale.
Exemple : sol, si, ré, fa, la{\displaystyle \flat }.
- Il se chiffre : « + », « 7 » et « 9 », ou plus simplement : « + » et « 9 » (exemples A, B, C et G).

### Premier renversement de la neuvième mineure de dominante avec fondamentale
Le premier renversement de l'accord de neuvième mineure de dominante avec fondamentale est constitué d'une basse — la sensible —, d'une tierce mineure — la quinte de la fondamentale —, d'une quinte diminuée — la septième de la fondamentale —, d'une sixte mineure — la fondamentale — et d'une septième diminuée — la neuvième de la fondamentale.
Exemple : si, ré, fa, sol, la{\displaystyle \flat }.
- Il se chiffre : « 5 barré », « 6 » et « 7 barré » (exemples D et H).

### Deuxième renversement de la neuvième mineure de dominante avec fondamentale
Le deuxième renversement de l'accord de neuvième mineure de dominante avec fondamentale est constitué d'une basse — la quinte de la fondamentale —, d'une tierce mineure — la septième de la fondamentale —, d'une quarte juste — la fondamentale —, d'une quinte diminuée — la neuvième de la fondamentale — et d'une sixte majeure — la sensible.
Exemple : ré, fa, sol, si, la{\displaystyle \flat }.
- Il se chiffre : « 4 », « 5 barré » et « +6 » (exemples E et I).

### Troisième renversement de la neuvième mineure de dominante avec fondamentale
Le troisième renversement de l'accord de neuvième mineure de dominante avec fondamentale est constitué d'une basse — la septième de la fondamentale —, d'une seconde majeure — la fondamentale —, d'une tierce mineure — la neuvième de la fondamentale —, d'une quarte augmentée — la sensible — et d'une sixte majeure — la quinte de la fondamentale.
Exemple : fa, la{\displaystyle \flat }, sol, si, ré.
- Il se chiffre : « 2 », « 3 » et « +4 », ou plus simplement : « 2 » et « +4 » (exemples F et J).

### Enchaînements de la neuvième mineure de dominante avec fondamentale
- Exemples d'enchaînements ordinaires :

- Exemples d'enchaînements exceptionnels :